# Krížovany
Krížovany (in ungherese Szentkereszt, in tedesco Kreuzdorf) è un comune della Slovacchia facente parte del distretto di Prešov, nella regione omonima.